# Хіславичі
Хіславичі (рос. Хиславичи) або Хославичі (біл. Хаславічы) — селище міського типу та адміністративний центр Хіславицького району з населенням станом на 2020 рік 3812 мешканці.

## Географія
Розташований на правому березі Сожу  на 67,90 км від обласного центру, а від столиці 389,10 км.

## Історія
Перша письмова згадка про Хилавичі датується 1450 р. серед служб князя Андрія Порховського та мстиславського князя Лугвена, підтверджених великим князем Казимиром IV. Як село, центр парафії, розташований між Кричевом та Мстиславом, Хославичі згадується в межах з Московською державою 1523 - початку XVII століття.
У результаті першого поділу Речі Посполитої (1772 р.) Хославичі увійшли до складу Російської імперії.
У 1880 р. В Хілавичах було 617 дерев’яних (171 християнських та 446 єврейських) та 1 цегляних будинків, церкви святих Бориса і Гліба (збереглися і досі діють) та Святої Катерини (згоріла в 1949 р.), А також 8 єврейських молитовних шкіл. школа, сільська лікарня, шкіряний завод та пивоварня.
25 березня 1918 р., Згідно Третьої хартії, Хіславичі були проголошені частиною БНР. 1 січня 1919 р. Згідно з постановою І з'їзду Комуністичної партії Білорусі вони увійшли до складу Білоруської РСР, але 16 січня Москва разом із іншими етнічно білоруськими територіями взяла місто до складу РРФСР. У 1928 році Хиславичі стали центром району, у 1935 році - отримали офіційний статус селища міського типу. Під час Другої світової війни з 16 липня 1941 року по 26 вересня 1943 року місто було під окупацією Німеччини. У 1963-1965 роках Хіславичі входили до складу Монастирщинського району.

## Будівлі
У Хіславичах працюють середня і художня школи, поліклініка, 2 бібліотеки, кінотеатр. Також тут знаходитьсяпідприємства, такі як: сироробний та спиртний  . Серед історичних пам'яток є: Городище (XII - XIII ст.), садиба Салтиків (XIX-XX ст.), православна церква Св. Барія та Гліба (1880) та колишня православна церква Святої Катерини.

## Відомі люди
У селищі народилися:
Юрій Олексійович Міхальов (1938- ) - біолог, доктор наук, професор, фахівець з китам Південної Півкулі, працює в Одеському педагогічному університеті